# Ampelakia (Attica)
Ampelakia o Ambelakia (in greco Αμπελάκια?) è un ex comune della Grecia situato sull'isola di Salamina, nella periferia dell'Attica (unità periferica delle Isole) con 7.060 abitanti secondo i dati del censimento 2001.
È stato soppresso a seguito della riforma amministrativa, detta Programma Callicrate, in vigore dal gennaio 2011 ed è ora compreso nel comune di Salamina.

## Località
Il comune è diviso nelle seguenti comunità (i nomi dei villaggi tra parentesi):
- Ampelakia (Ampelakia, Kynosoura, Spithari)
- Selinia